# Remon Clemens
Remon Clemens is een Surinaamse marronleider. Hij is sinds 2020 granman van de Kwinti's.

## Biografie
Remon Clemens werd op circa 3 oktober 2020 op traditionele wijze in Kaaimanston aan de Coppename ingewijd als de nieuwe granman van de Kwinti's. Zijn voorganger André Mathias had in 2018 nog voor zijn dood Clemens aangekondigd als zijn opvolger. Op 21 november 2020 volgde de ceremoniële beëdiging op het Presidentieel Paleis door president Chan Santokhi en vicepresident Ronnie Brunswijk. Brunswijk verwees ernaar dat deze installatie zonder onenigheid binnen het volk tot stand was gekomen. Dit was enkele jaren eerder anders geweest bij granman Albert Aboikoni.
Volgens Clemens bestaat er een behoorlijke achterstand in de ontwikkeling van het Kwinti-gebied, vooral wat betreft goed onderwijs en goede gezondheidszorg. Ook wil hij zich richten op de ordening van de houtsector van het gemeenschapsbos. "We zien de houttrucks dagelijks langs gaan maar ons gebied komt maar niet tot ontwikkeling," aldus de granman.

## Video
Trio/Wayana (lijst) · 
Aluku (lijst) · 
Aukaners (lijst) · 
Kwinti (lijst) · 
Matawai (lijst) · 
Paramaccaners (lijst) · 
Saramaccaners (lijst)
politiek in Suriname · granman · kapitein · basja